# Pyramide de Meïdoum
La pyramide de Meïdoum est une pyramide égyptienne, bâtie initialement avec sept degrés, puis élargie à huit degrés, et enfin transformée pour devenir la première pyramide à faces lisses d'Égypte.
Elle est attribuée à Snéfrou, le premier roi de la IVe dynastie, et elle se situe à Meïdoum, à l'entrée de l'oasis du Fayoum. Son nom ancien est Djed-Snéfrou (Ḏd-Snfrw, signifiant « Snéfrou est stable »). Elle porte également le nom, donné par les Arabes, de « fausse pyramide », du fait que son état actuel ne la fait plus ressembler à une vraie pyramide.
Les techniques de construction utilisées et l'agencement des différents éléments du complexe funéraire font de ce monument une transition entre ceux de la IIIe dynastie et ceux de la IVe, à la fois archaïque et innovante. Les pyramides du roi Snéfrou, d'un volume total de 3 300 000 m3 (soit 700 000 de plus que la pyramide de Khéops), représentent le projet le plus ambitieux de toute l'Antiquité.

## Attribution de la pyramide
On a longtemps cru que cette pyramide avait été construite par le prédécesseur de Snéfrou, le roi Houni, le dernier souverain de la IIIe dynastie. Mais on n'avait pas d'autre argument que l'absence d'une autre tombe attribuée à Houni. Or le nom de la localité antique toute proche était Djed-Snéfrou, et seuls des textes et des inscriptions portant le nom de Snéfrou ont été trouvés sur place, aucun celui de Houni.
Une théorie émise par Achmed Fachri stipule que la construction a commencé sous le règne d'Houni et s'est achevée sous son successeur Snéfrou. Elle n'est pas crédible non plus, car aucune pyramide d'un souverain de l'Ancien Empire n'a été utilisée par son successeur. Si le chantier avait commencé sous Houni, il serait peu probable que Snéfrou ait dépensé autant d'énergie et de temps pour ce monument. En effet, les autres pyramides montrent que les rois n'effectuaient sur les tombes de leurs prédécesseurs que les travaux d'entretien élémentaires, pour maintenir fonctionnels les sépultures et les cultes des morts. La recherche actuelle suggère que la construction de cette pyramide a commencé au temps de Snéfrou.

## Circonstances de la construction
La pyramide de Meïdoum est le premier tombeau construit par Snéfrou durant son règne. Il choisit comme emplacement un site vierge et proche de sa résidence, Djed-Snéfrou, près de l'actuelle Meïdoum. La construction a commencé par celle d'un tombeau royal régulier (E1), dans le style des pyramides à degrés (ici, sept degrés) construites jusque-là. Des innovations avaient alors déjà été faites, comme le transfert de la chambre funéraire du sous-sol vers le cœur de la pyramide. 
Espérant apparemment bénéficier d'un long règne, le monarque opéra un premier changement après quelques années (E2). La pyramide fut agrandie et passa de sept à huit degrés. Mais une fois achevé, le bâtiment fut abandonné en tant que tombeau. Après le déménagement de sa résidence royale, Snéfrou entama la construction d'une nouvelle pyramide à Dahchour, dite rhomboïdale. Celle de Meïdoum remplit désormais la fonction de cénotaphe.
Alors que Snéfrou engageait le chantier d'une deuxième pyramide à Dahchour, la pyramide rouge, une nouvelle modification de l'édifice de Meïdoum se fit au moment du 15e recensement du bétail (E3). La pyramide à huit degrés fut transformée en pyramide à faces lisses, comme la pyramide rouge. Rainer Stadelmann explique que le bâtiment représentait désormais le royaume des dieux, constituant un lieu de culte royal, et devait donc être une copie du tombeau royal réel.
Le maître d'œuvre de la pyramide de Meïdoum était le vizir et fils du roi, Néfermaât, qui portait le titre de « chef de tous les travaux de construction royaux ». Son mastaba (M16) est situé à quelques centaines de mètres au nord de la pyramide.

## Complexe funéraire

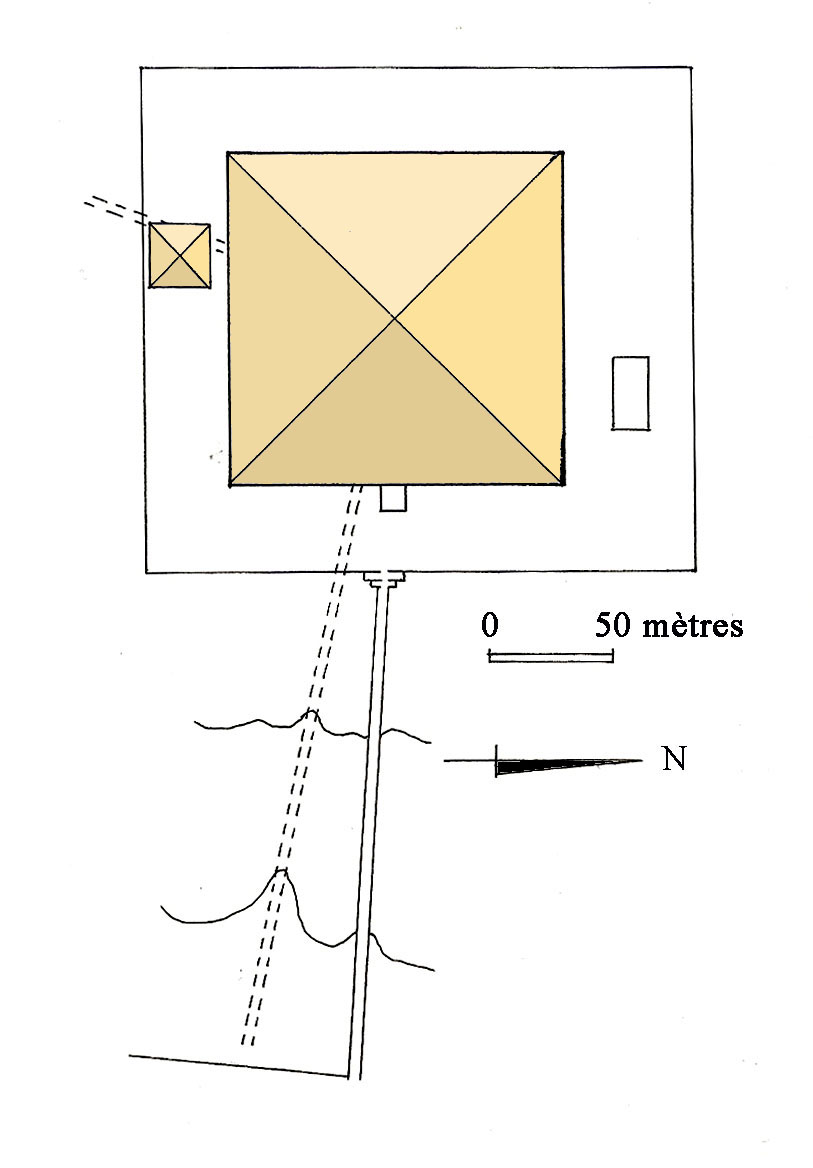
Plan du complexe funéraire de Meïdoum.

La pyramide était entourée d'un mur d'enceinte rectangulaire, haut de deux mètres, long de deux-cent-trente-six dans le sens nord-sud et large de deux-cent-dix-huit dans le sens est-ouest. Il n'en reste presque rien. Il comprenait plusieurs éléments, sans doute caractéristiques de la construction des pyramides ultérieures et de leurs complexes. Le sol de la cour était en argile sèche.

### Temple funéraire
Le temple original, construit à la fin de la deuxième phase de construction (E2), a disparu durant la troisième (E3). Il était probablement situé à l'est, puisque le côté nord était occupé par l'entrée haute de la pyramide. Comme la pyramide n'avait plus la vocation d'un tombeau, seul un petit temple en forme de chapelle fut construit au lieu d'un vaste temple. Pour la première fois, le temple funéraire était placé à l'est, une innovation qui sera reprise dans toutes les pyramides ultérieures.
Le temple a une structure très simple. Il se compose de deux pièces menant à une petite cour ouverte qui donne directement sur la pyramide. Là se trouvent un autel et deux grandes stèles, vierges de toute inscription. La longueur du temple est de 9,18 mètres et sa largeur de 9 mètres. Les dalles originales du plafond sont intactes et toujours en place. Les magasins et les fausses portes, toujours présents dans les grands temples funéraires, sont ici absents. Ce temple est le mieux préservé des temples de l'Ancien Empire, ayant été longtemps caché par la ceinture des débris de la pyramide.

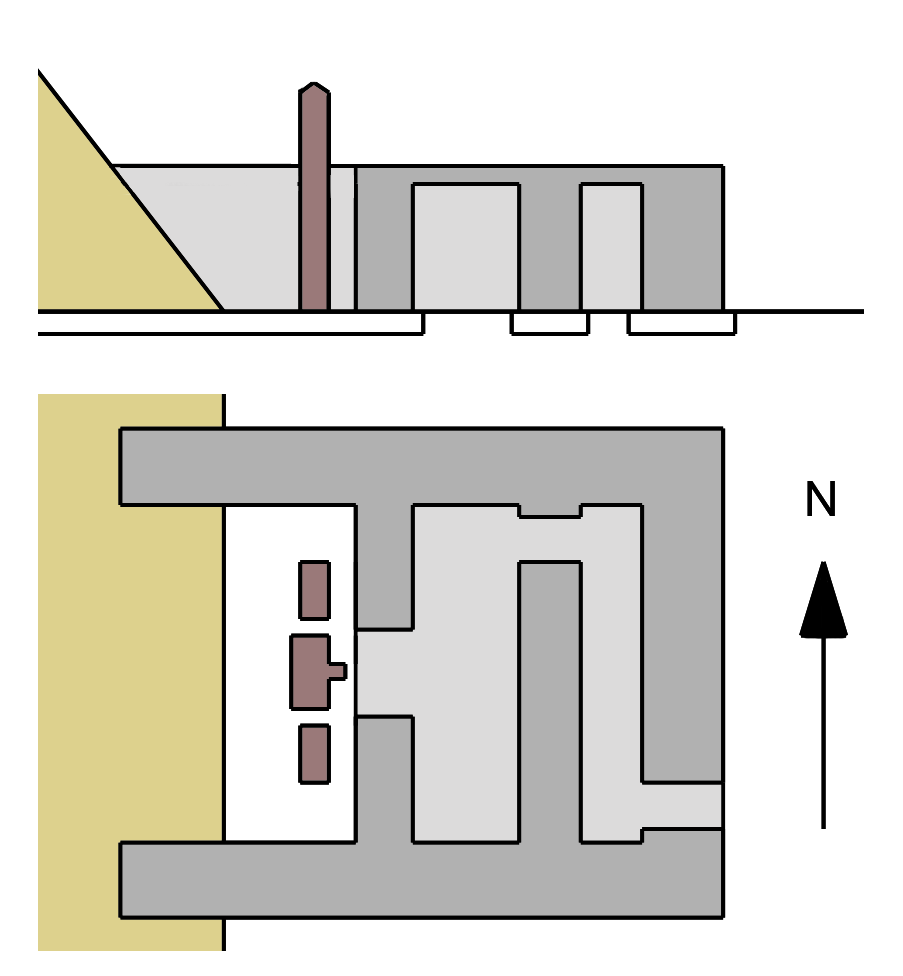
Plan du temple funéraire.
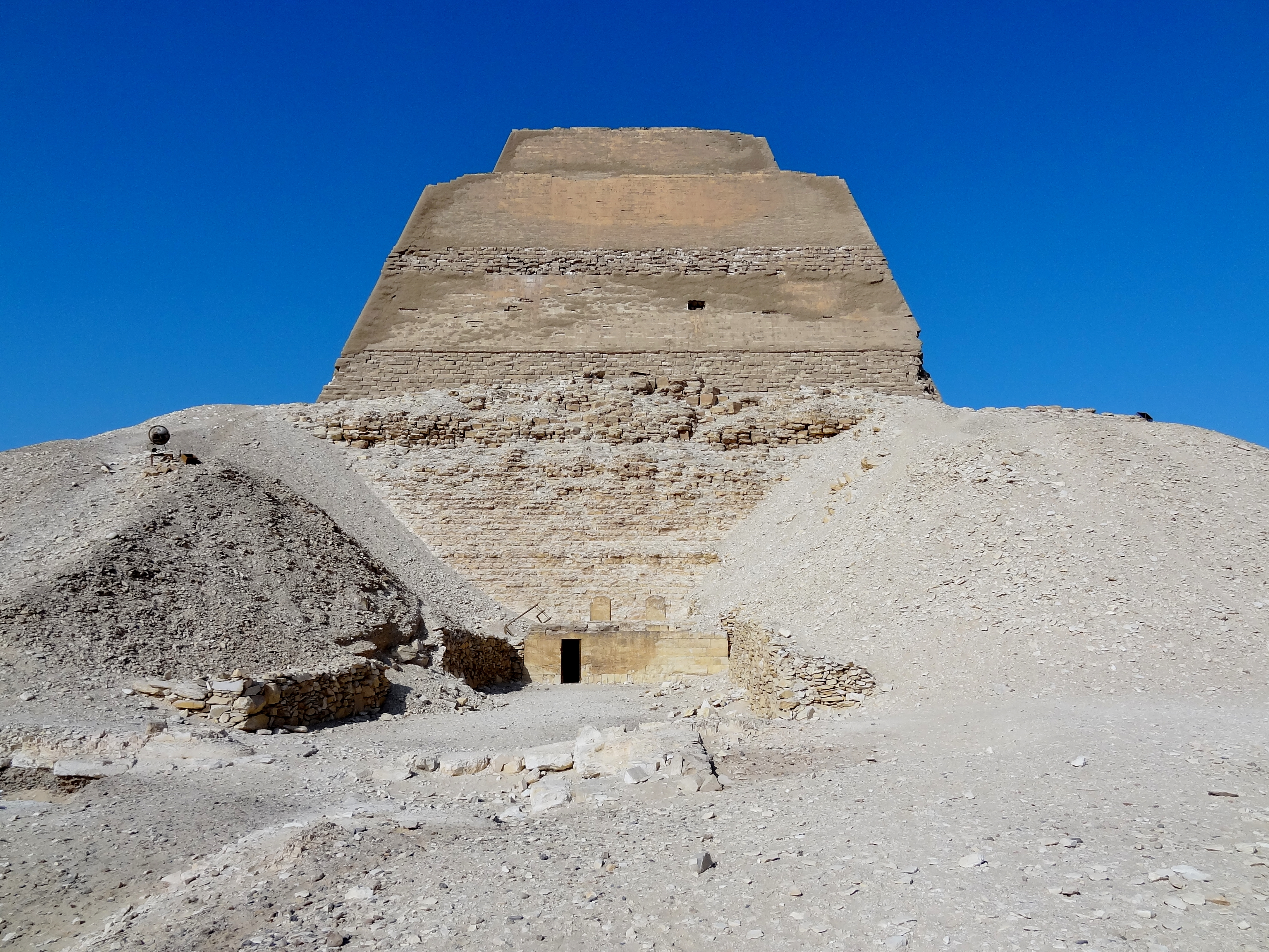
Vue du temple par rapport à la pyramide.
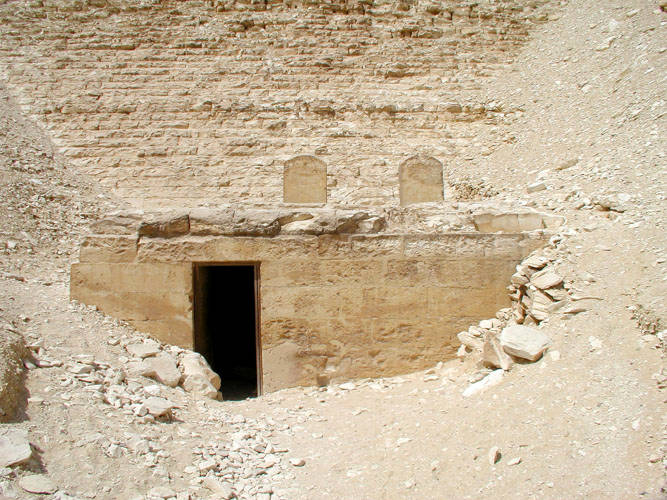
Entrée du temple.
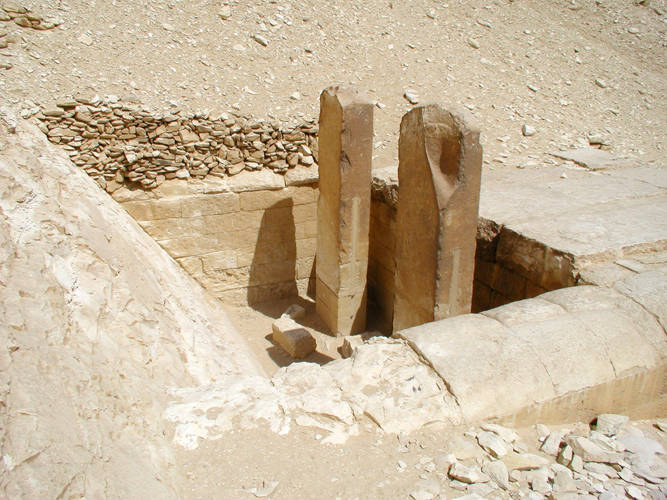
Stèles dressées dans la cour du temple.

### Pyramide satellite

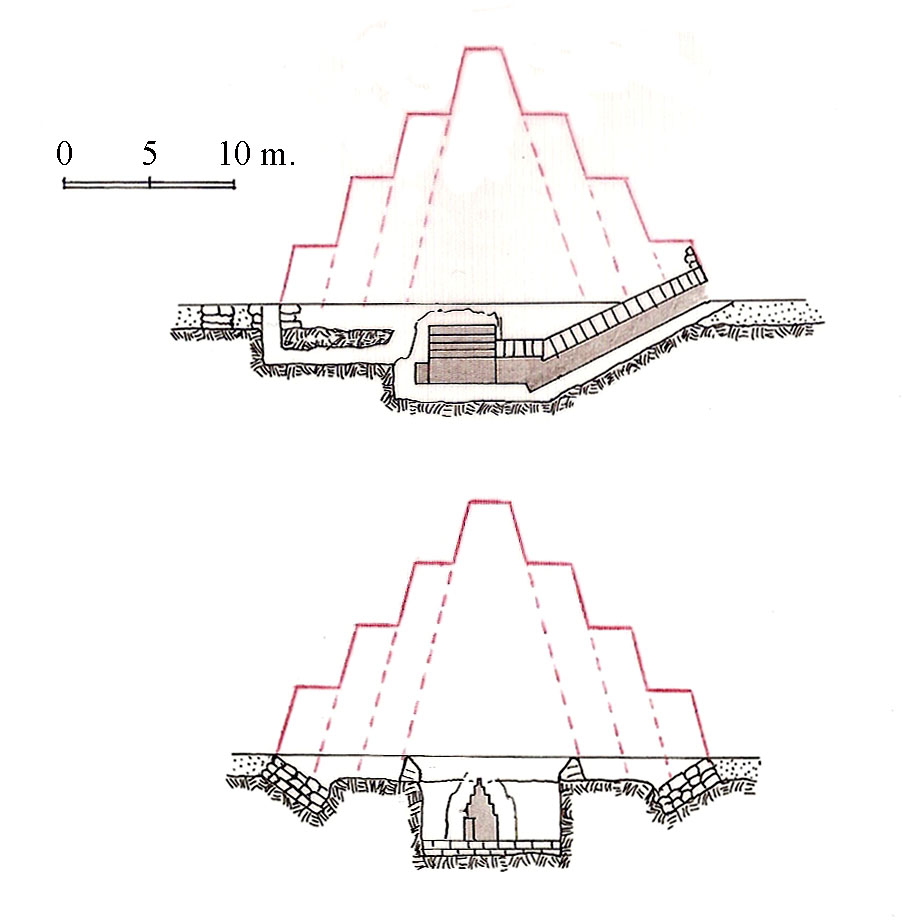
Deux vues en coupe de la pyramide satellite.

Du côté sud, les restes très endommagés d'une petite pyramide secondaire ont été trouvés par Flinders Petrie. C'est le plus ancien exemple connu d'une pyramide cultuelle. Elle remplace la tombe sud des pyramides à degrés précédentes. La superstructure et une partie de l'infrastructure sont détruites. Vito Maragioglio et Celeste Rinaldi expliquent qu'il s'agissait probablement d'une pyramide à degrés, longue de 26,3 mètres à sa base et comprenant trois ou quatre degrés. Comme dans la pyramide principale, la maçonnerie était disposée en couches inclinées vers le centre. Son intérieur était similaire à celui de la pyramide principale : un couloir incliné menant du côté nord à la chambre principale. Les fouilles conduites dans cette zone ont mis au jour un fragment de stèle de calcaire sur laquelle Horus est représenté. Les découvertes récentes ne semblent pas confirmer que la pyramide secondaire avait été convertie en une véritable pyramide,.

### Tombeau de la cour
Du côté nord de la cour, les restes d'un mastaba sont probablement ceux de la tombe d'une épouse royale. Le squelette d'une femme a été retrouvé sans qu'aucun objet ne permette de l'identifier,.

### Chaussée

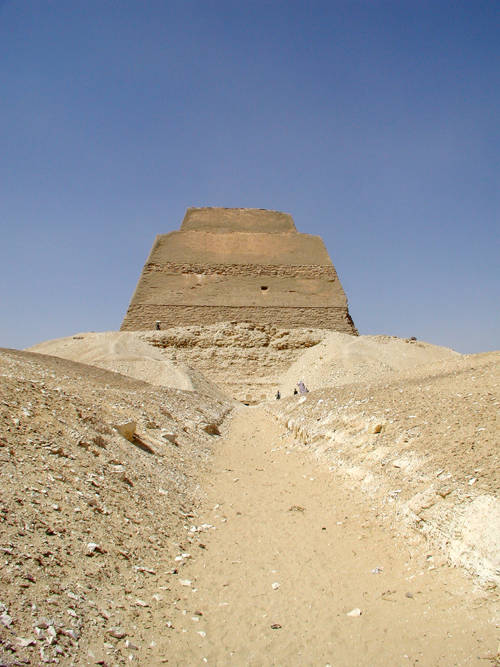
Chaussée de la pyramide.

Un élément qui apparaît pour la première fois dans ce complexe pyramidal, et qui deviendra un standard pour les pyramides suivantes, est la chaussée. Elle est taillée dans le sol rocheux, pavée d'argile et entourée de murs de calcaire. Aucun reste de toiture n'a été trouvé. Cette chaussée n'est creusée qu'à proximité immédiate de la pyramide et ne se poursuit pas plus loin dans la vallée.
Au sud de la chaussée, Petrie découvrit une seconde voie d'accès, qui menait directement du sud-est au centre du monument. Également taillée dans la roche, elle était flanquée de deux murs de brique crue. Il s'agit peut-être d'une version abandonnée de la chaussée.

### Temple de la vallée
Dans les complexes pyramidaux ultérieurs, le temple de la vallée sera toujours situé dans le prolongement de la chaussée. Ici, seuls quelques restes de murs de brique crue ont été trouvés. Il pourrait s'agir d'une ébauche du temple de la vallée, mais au vu des autres éléments rudimentaires du complexe, seule une structure très simple a pu être construite ici aussi, puisque la pyramide n'avait plus de fonction funéraire. Les vestiges du mur pourraient également avoir appartenu à la ville pyramidale de Snéfrou.

## Pyramide
En raison de sa méthode de construction et de son histoire, la pyramide de Meïdoum est considérée comme une transition entre les pyramides à degrés et les pyramides à faces lisses. Son aspect actuel est celui d'une tour à trois degrés émergeant d'un tas de décombres. Cette situation est sans doute due à la rupture du parement extérieur et du remplissage des degrés. La pierre de construction de la partie centrale provient de carrières situées à huit cents mètres plus au sud.

### Phases de construction

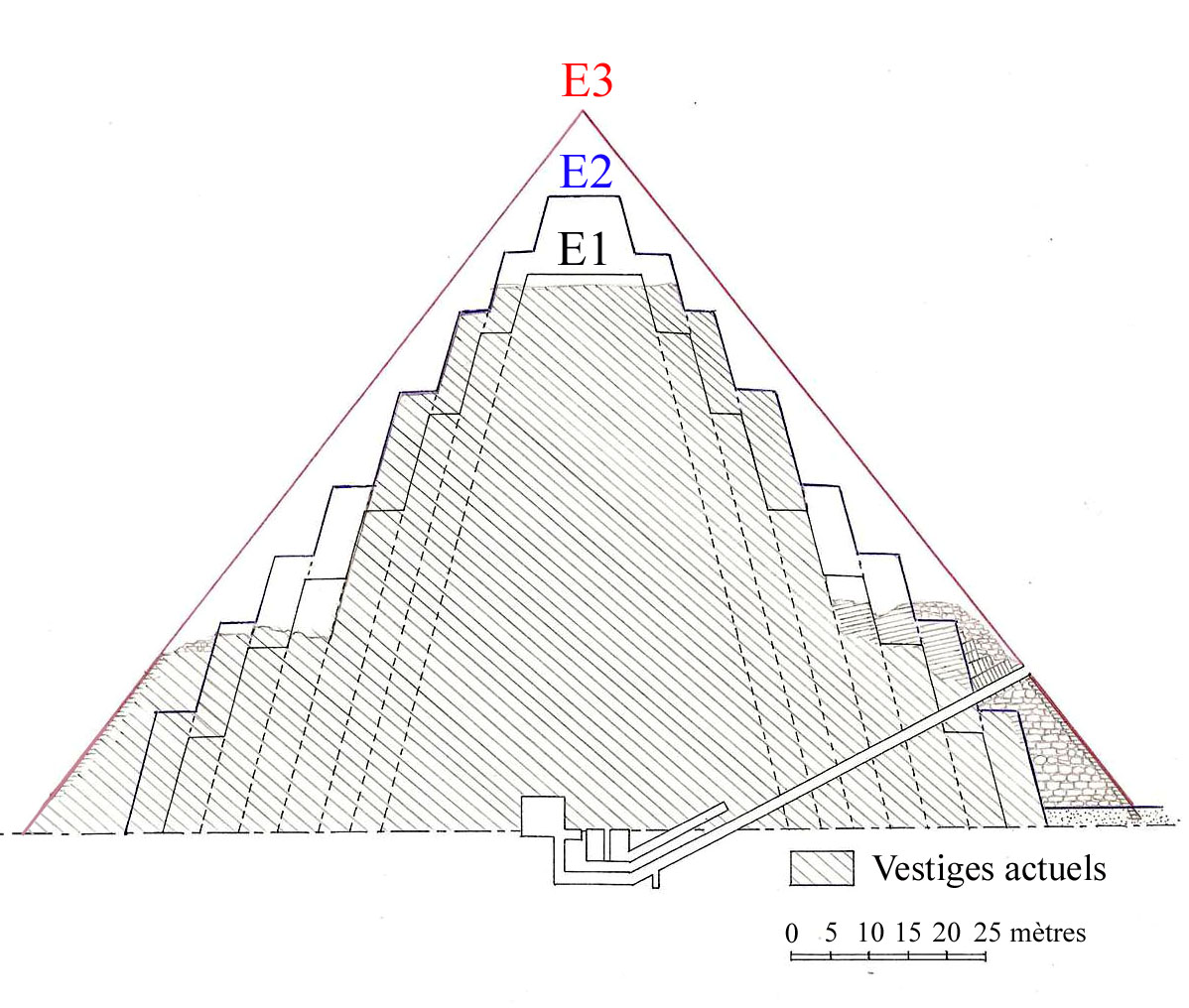
Vue en coupe de la pyramide de Meïdoum et des trois phases de construction.

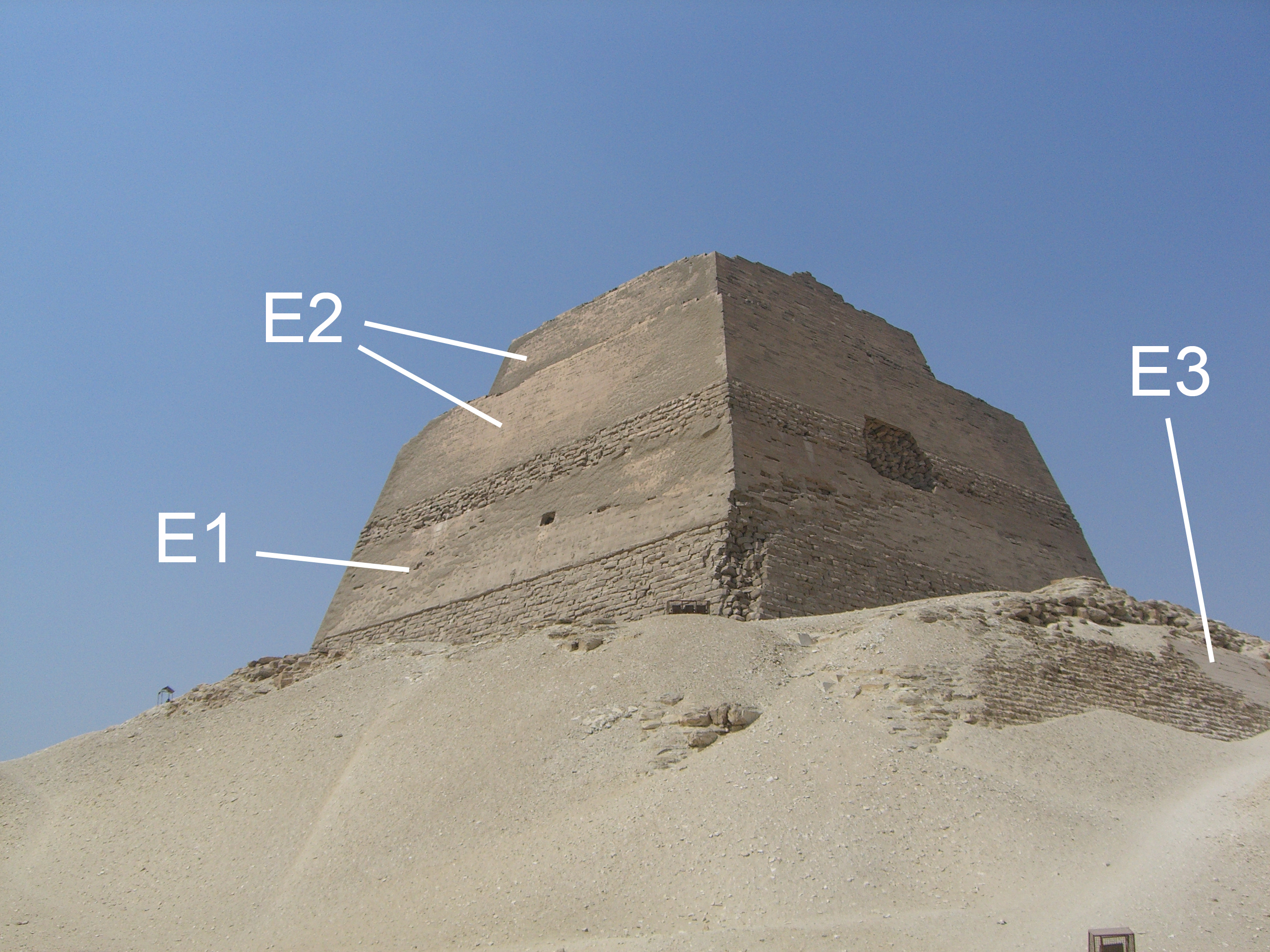
Pyramide avec les indications des différentes phases encore visibles sur le monument actuel.

Le caractère très dégradé du bâtiment montre aujourd'hui que la pyramide a été construite en plusieurs étapes. Des éléments de toutes les phases de construction sont visibles et les techniques de construction sont reconnaissables. Ils peuvent même être datés par les graffitis que Petrie a trouvés sur certains blocs, et ils remontent au règne de Snéfrou.
Selon Peter Jánosi, la pyramide de Meïdoum représente une transition importante entre la pyramide à degrés et la véritable pyramide. En termes d'histoire de la construction, elle illustre les étapes successives de la construction. celle-ci a commencé par un monument à sept degrés, dans le style de celles de la IIIe dynastie, mais elle a ensuite été élargie et agrandie. Après le septième degré, un degré supplémentaire lui est ajouté et lui donne huit degrés.
Il semble que dans les dernières années de son règne, Snéfrou ait décidé de convertir la pyramide en une pyramide à faces lisses. L'angle d'inclinaison est de 51°50'35", ce qui est très proche de celui de la pyramide de Khéops. Ainsi, la pyramide une fois terminée avait un noyau du style de la IIIe dynastie et une enveloppe du style de la IVe dynastie.

### Phase 1
La pyramide d'origine (E1) fut construite selon la même méthode que les pyramides à degrés de la IIIe dynastie. Elle était constituée de couches inclinées vers l'intérieur, avec un angle d'inclinaison de 75° en calcaire local, recouvertes à l'extérieur de pierres lisses en calcaire fin. Cette première construction avait une base d'environ cent-cinq mètres et elle devait atteindre une hauteur de soixante-et-onze mètres, en sept degrés. Après la construction du quatrième ou du cinquième degré, un changement de plan a eu lieu. La différence avec les pyramides à degrés précédentes est que certaines parties de la sous-structure se trouvent maintenant à l'intérieur du corps de la pyramide, alors qu'auparavant elles étaient entièrement creusées dans le sol rocheux.

### Phase 2
La deuxième phase de construction (E2) a consisté à élever la pyramide d'un huitième degré. Pour cela, une autre couche de mur avec un angle d'inclinaison de 75° fut ajoutée, ce qui conduisit à un élargissement de la base à cent-vingt mètres et à une hauteur de quatre-vingt-cinq mètres. Le revêtement de la première phase est resté en place et a été simplement muré. La nouvelle couche a également reçu un revêtement de calcaire fin. L'achèvement de la pyramide à degrés de cette forme a eu lieu environ pendant la 14e année du règne de Snéfrou. Malgré l'achèvement des travaux, Snéfrou fit construire deux autres grandes pyramides à Dahchour, ce qui suggère qu'il ne prévoyait plus d'être inhumé à Meïdoum.

### Phase 3
Les pierres de la troisième et dernière phase (E3) indiquent les 15e, 16e et 17e recensements du bétail du règne de Snéfrou, même si la régularité et la fréquence de ces recensements ne sont pas connues. La maçonnerie de cette phase a été posée en couches horizontales, comme cela avait été introduit précédemment dans la partie supérieure de la pyramide rhomboïdale et dans la pyramide rouge. Le parement des degrés de la deuxième phase de construction est resté intact et a été recouvert d'un mur. La troisième phase de construction a également reçu à nouveau un parement de calcaire fin provenant de Tourah, qui est partiellement conservé sous la ceinture de débris. L'inclinaison des surfaces de la pyramide était avec 51°50' encore plus raide que dans la pyramide rouge et ressemble donc à la valeur de la pyramide de Khéops ultérieure. Cette extension a porté la longueur de la base à cent-quarante-sept mètres et la hauteur de la pyramide achevée à 93,5 mètres, ce qui en fait la cinquième plus haute pyramide d'Égypte,. Le volume total de la pyramide était de 638 733 m3.
Toutefois, il n'est pas certain que la troisième phase de construction ait été terminée. Il est possible que des rampes de construction aient été conservées, ce qui a facilité le vol ultérieur de pierres et pourrait expliquer pourquoi ce vol s'est déroulé de haut en bas, contrairement à la plupart des autres pyramides. La théorie catastrophique selon laquelle le nouveau revêtement a glissé pendant la construction pourrait entre-temps être réfutée par les enquêtes sur la décharge.

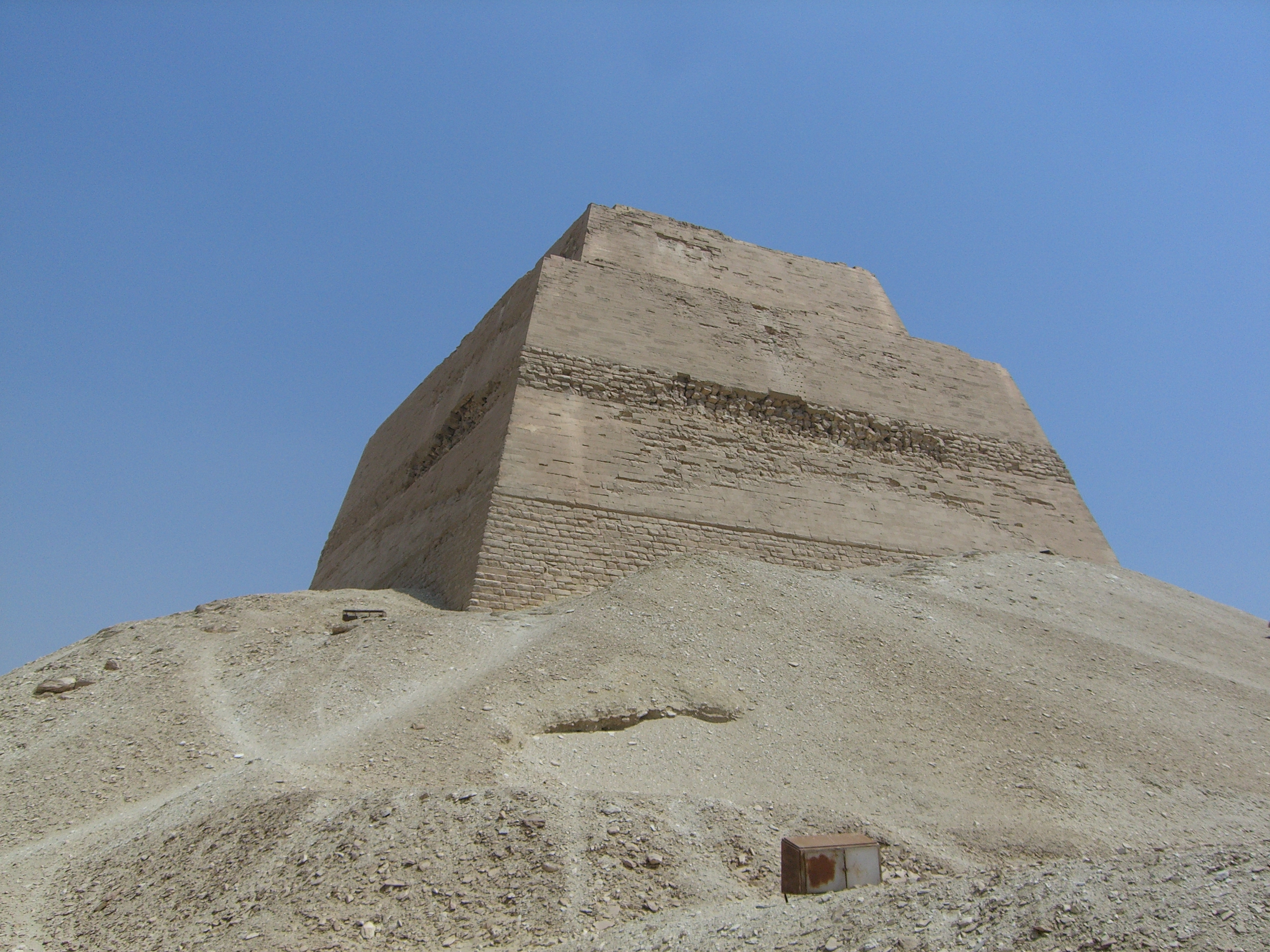
Détail des degrés et de leur parement (E1 et E2).
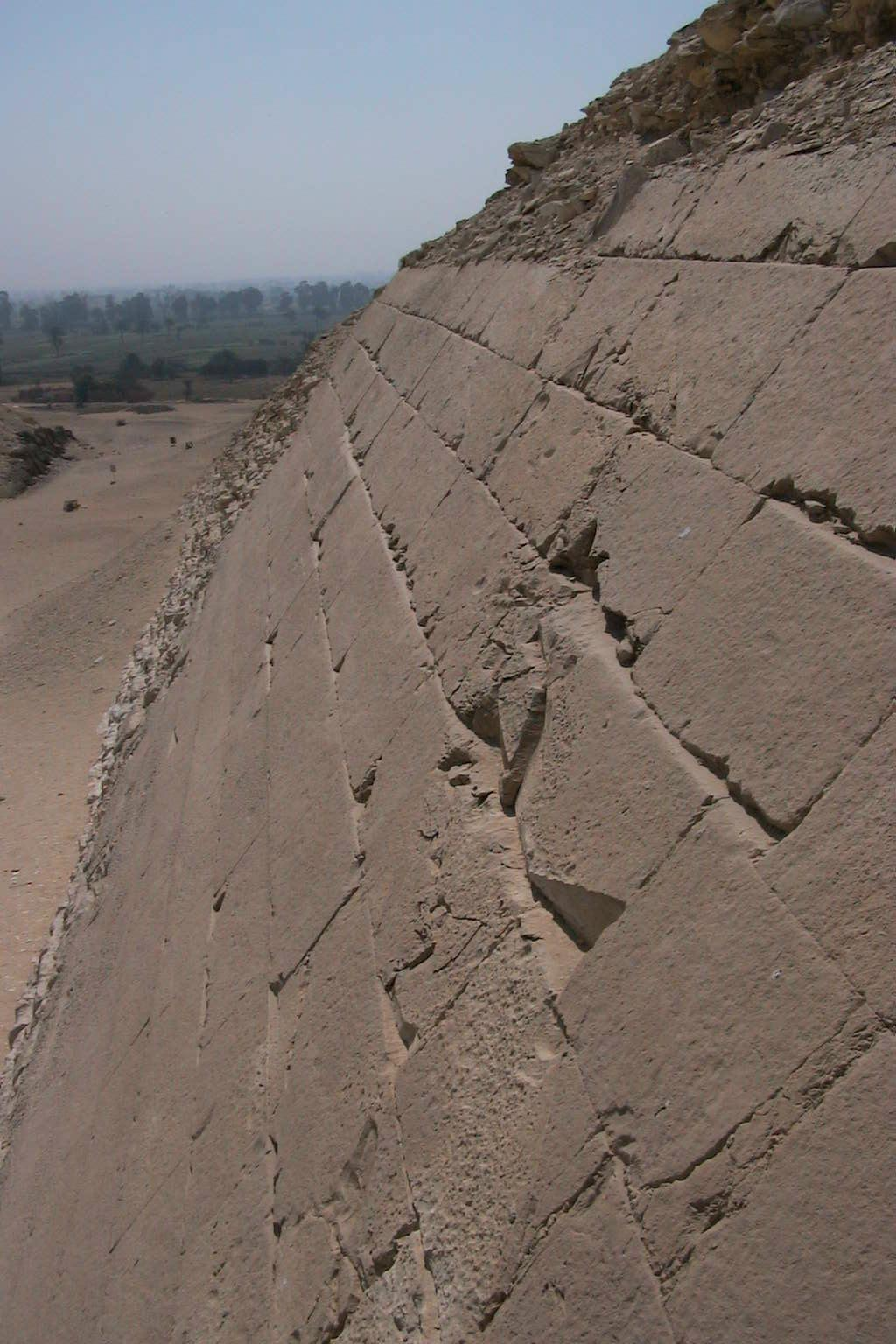
Détail du parement (E3).
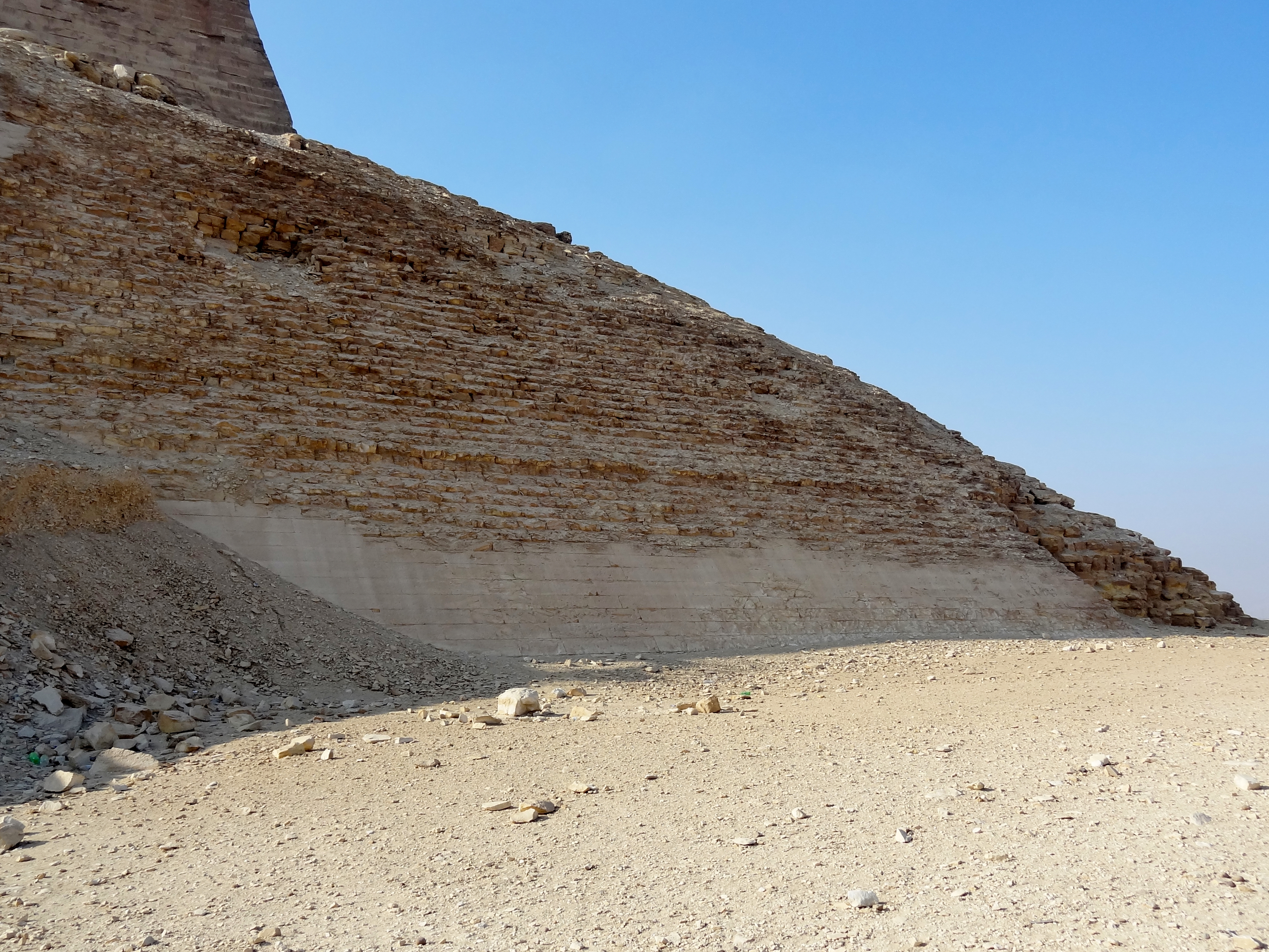
Pierres de parement (E3).
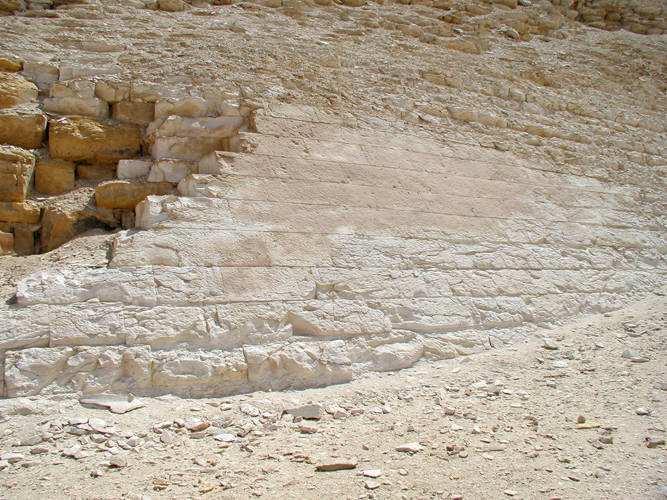
Pierres de parement (E3).

### Effondrée, exploitée ou inachevée?
Une théorie temporairement populaire mais non reconnue par les égyptologues est celle du physicien Kurt Mendelssohn. Une catastrophe se serait produite pendant la construction, faisant glisser une partie du parement extérieur et des pierres de remplissage posés en extension du bâtiment, découvrant la structure interne de la pyramide. Cette théorie a été réfutée dès sa publication, par le fait que des graffiti du Nouvel Empire ont été trouvés dans le temple de la pyramide. De plus, la ceinture des débris ne correspond pas à un glissement unique, mais à une accumulation formée sur une plus longue période. Enfin, elle contredit le constat selon lequel, bien que des restes aient été retrouvés plus tard lors du déblaiement, aucune corde, aucun bois, aucun corps d'ouvrier de la IVe dynastie n'ont été trouvés,. On suppose donc aujourd'hui que le revêtement a glissé progressivement, sans doute causé par le vol des pierres.
Plus récemment, George Johnson a supposé que la pyramide n'avait jamais été achevée et que l'amoncellement de gravats autour de la pyramide était le reste de la rampe de construction,. Une telle rampe encore présente pourrait expliquer pourquoi le vol de pierres s'est fait de haut en bas, et non l'inverse comme dans la plupart des autres pyramides.
Plusieurs graffiti, trouvés dans le temple funéraire et datés de la XVIIIe dynastie, montrent toutefois que le temple était encore accessible à cette époque et que la ceinture de gravats n'existait pas encore. De plus, ces inscriptions vantent la beauté du temple et témoignent encore de son bon état. Des tombes ont même été trouvées dans la ceinture de gravats qui entoure la pyramide. Les plus anciennes datent de la XXIIe dynastie et se trouvent à sept mètres au-dessus du temple. Ces éléments limitent le début de la destruction à la période comprise entre les XVIIIe et XXIIe dynasties. Le vol systématique des pierres a vraisemblablement commencé, comme pour beaucoup d'autres pyramides, à l'époque de Ramsès II.

## Appartements funéraires

### Descenderie et distribution intérieure

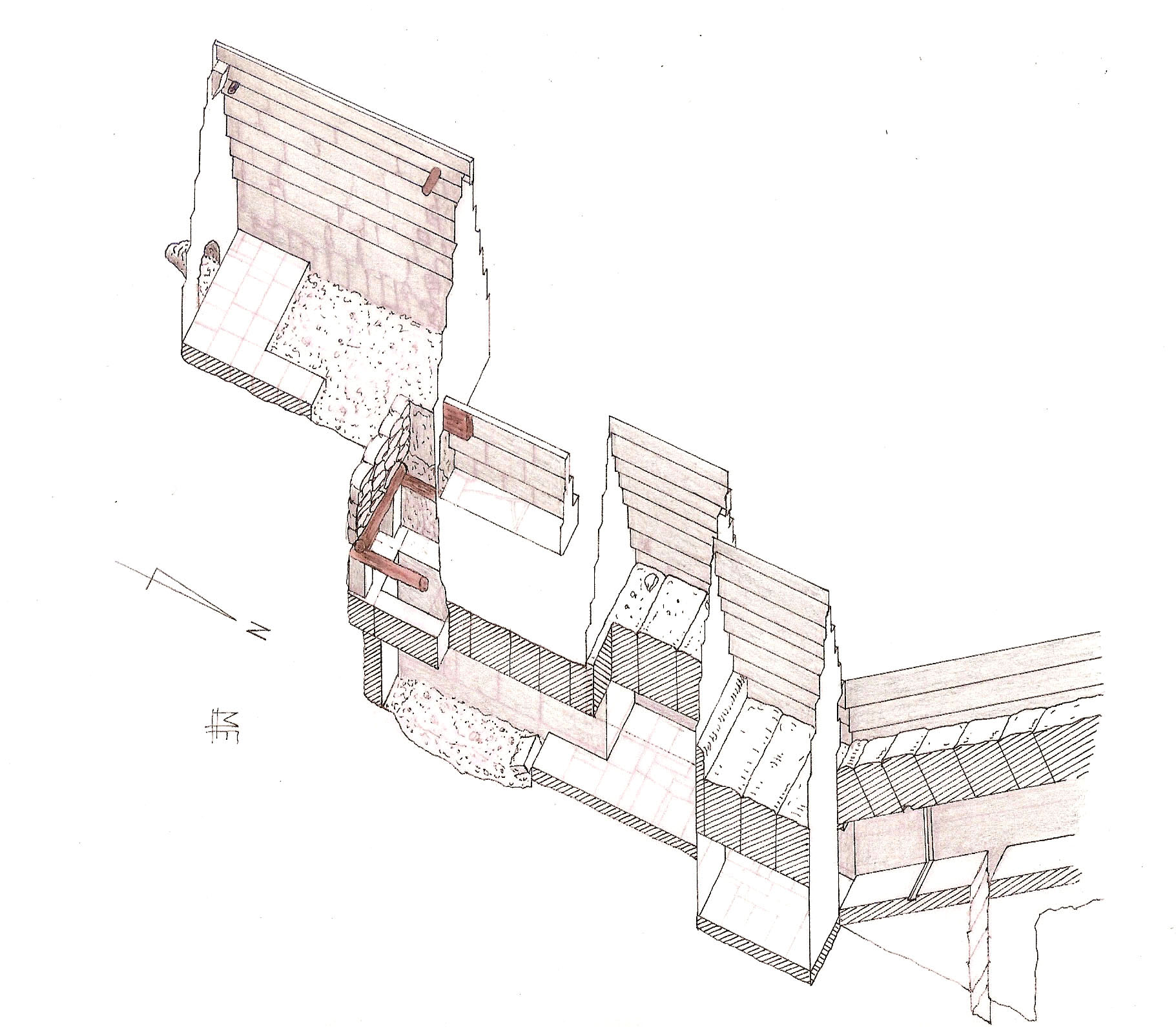
Vue axonométrique de la distribution interne

L'entrée de la pyramide a été trouvée en 1881 par Gaston Maspero, à onze mètres au-dessus du sol. Mais son exploration fut effectuée par Flinders Petrie, qui pénétra pour la première fois dans le monument. Une longue descenderie, de pente assez raide, traverse la masse calcaire de la construction sur une profondeur de cinquante mètres. Elle aboutit à un couloir horizontal, dans lequel se trouvent deux logettes faisant office d'antichambres. Au bout de ce couloir bas se trouve un puits vertical, par lequel on monte à la chambre funéraire.

### Une salle récemment découverte
Les travaux des architectes Gilles Dormion et Jean-Yves Verd'hurt, qui étudient les pyramides depuis 1986, ont permis de découvrir deux nouvelles chambres funéraires dans la pyramide. Il s'agit d'un passage découvert en haut du puits d'accès à la chambre funéraire inachevée. Ce court passage est suivi de deux chambres de décharge, en voûte en encorbellement comme la chambre funéraire, mais d'une facture plus soignée. Aucune communication ne relie ce passage aux chambres. Une seconde découverte a été celle d'un couloir remontant dans la masse de la pyramide, parallèlement à la descenderie de l'entrée. Ce couloir est obstrué après une distance assez longue.
Cette découverte a permis de réinterroger le plan d'ensemble de la pyramide. Les nouveaux espaces mis au jour sont d'une ampleur presque égale au dispositif initialement connu de la pyramide de Meïdoum.

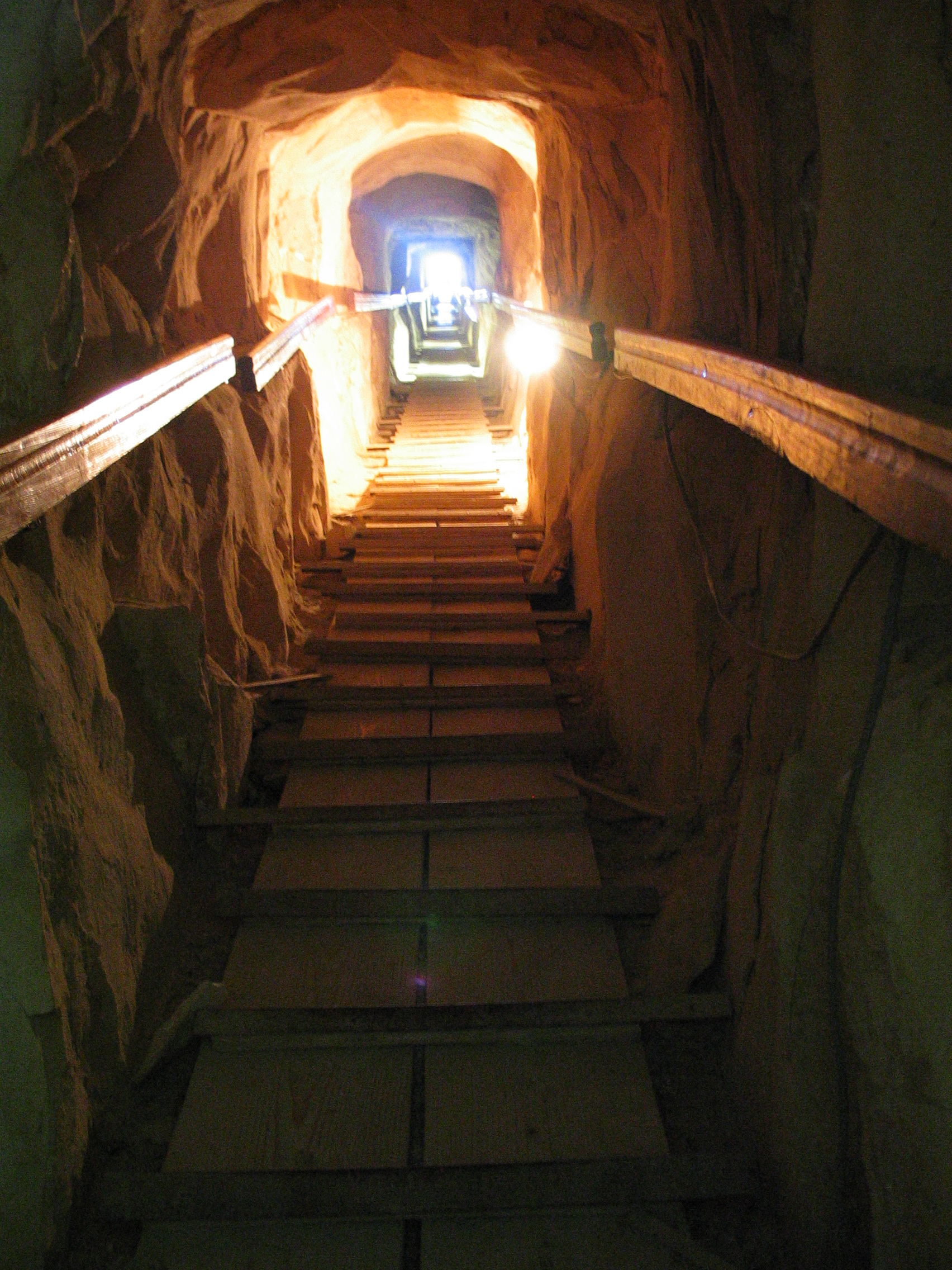
Le couloir descendant
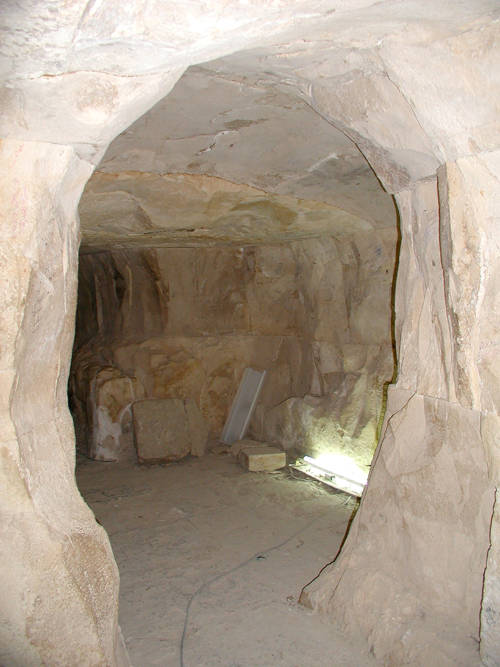
La première chambre vue de la deuxième chambre
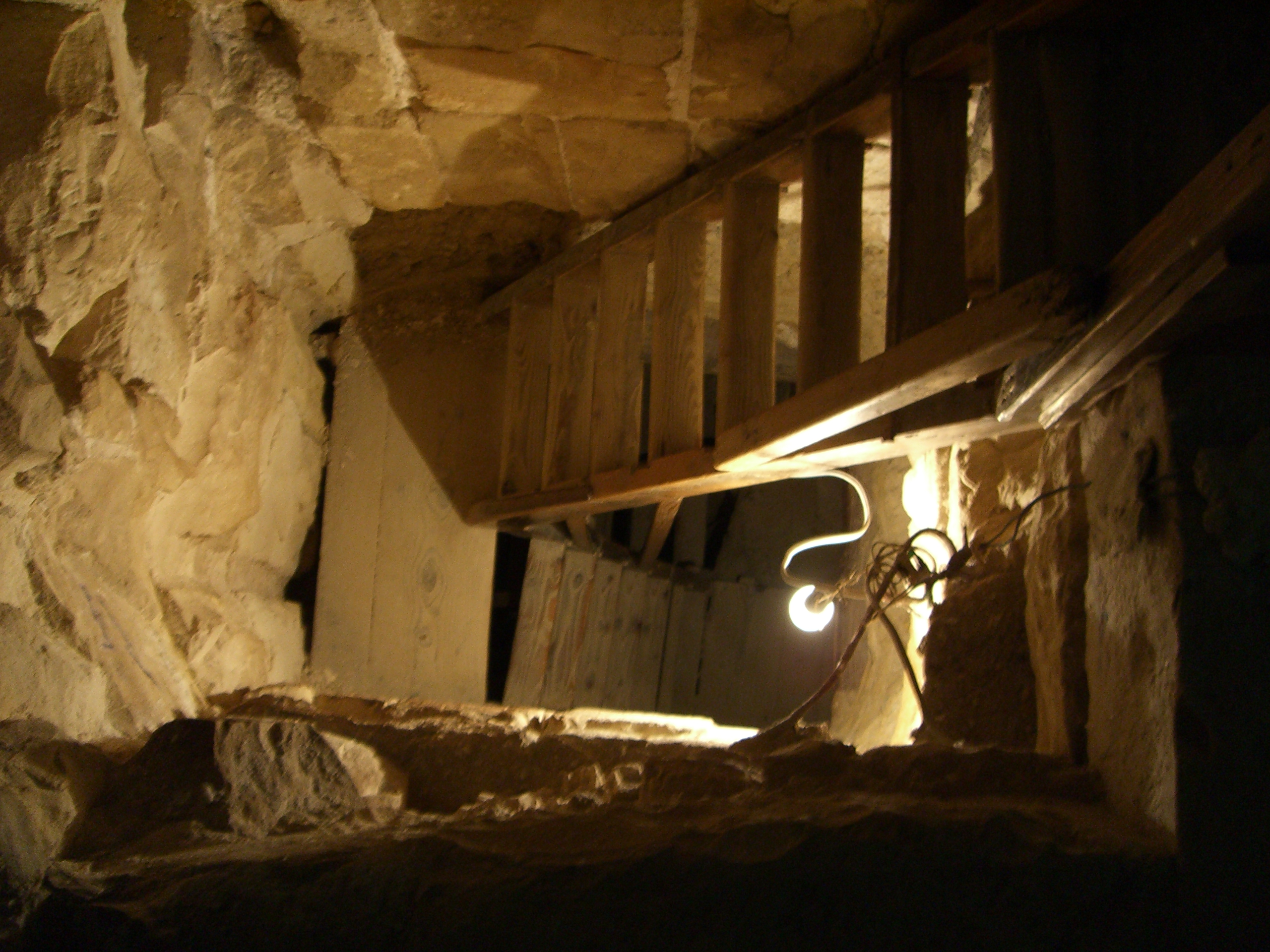
Puits vers la chambre funéraire (avec un escalier moderne en bois)
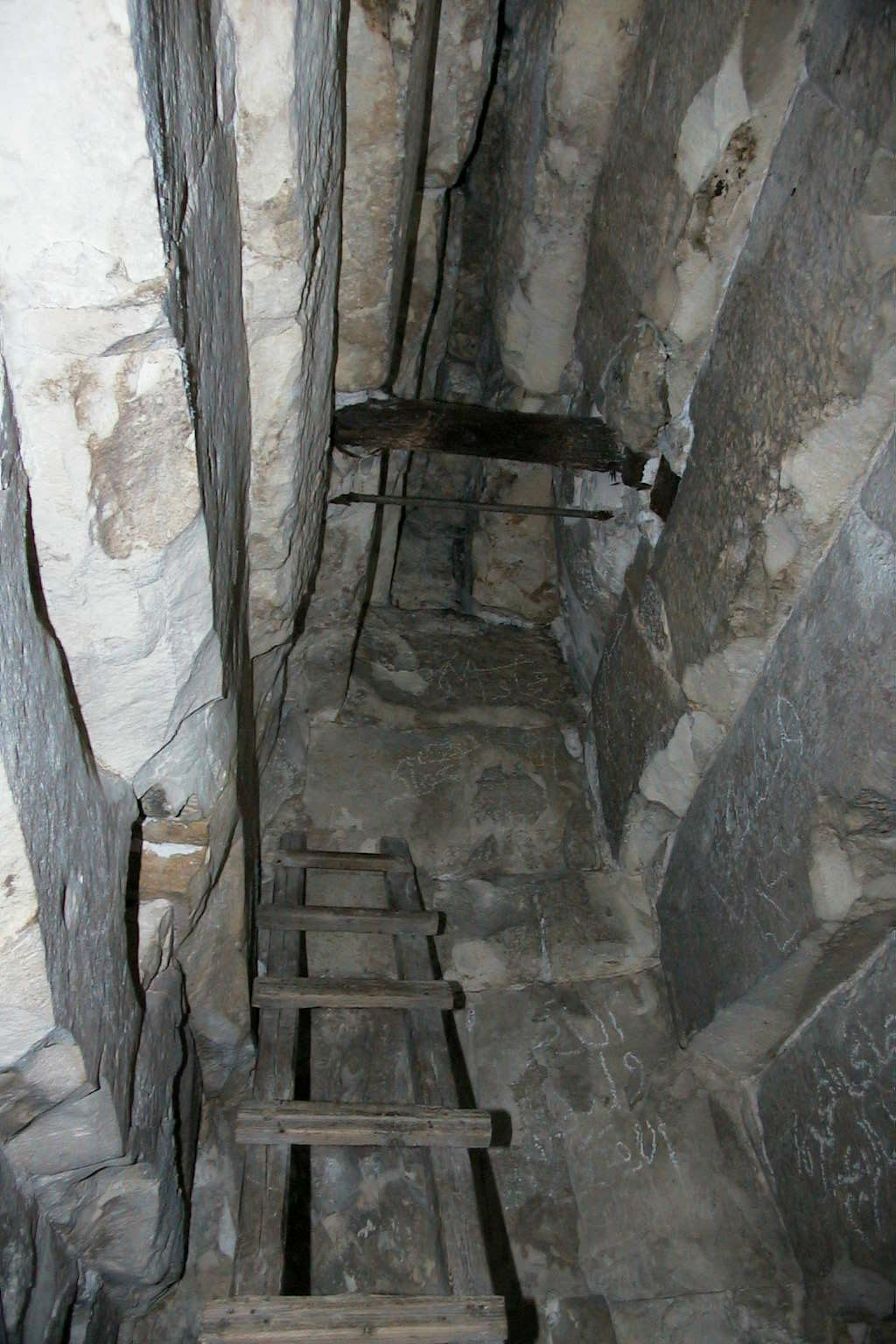
Encorbellements de la première chambre funéraire

## Nécropole annexe
Immédiatement à l'est du mur d'enceinte de la pyramide, se trouve le mastaba M17, qui fut exploré par Petrie en 1917. Il est constitué de brique crue et son propriétaire est inconnu. Le sarcophage trouvé à l'intérieur n'avait pas d'inscriptions et abritait une momie. Ce mastaba fut rempli de gravats de calcaire provenant de la pyramide, probablement lors de la troisième phase de construction.
À environ cinq-cents mètres au nord de la pyramide se trouve la nécropole des princes et des dignitaires de la IVe dynastie du roi Snéfrou. De très belles tombes décorées y ont été trouvées. En 1871, Mariette y découvrit la célèbre chapelle du mastaba M16, qui appartenait au prince et maître d'œuvre présumé de la pyramide de Néfermaât, et qui contenait la célèbre peinture des oies de Meïdoum exposée aujourd'hui au musée du Caire. Le mastaba M16 du prince Rahotep et de sa femme Néfret a livré deux magnifiques statues assises du couple, découvertes par Mariette la même année et également exposées au musée du Caire.

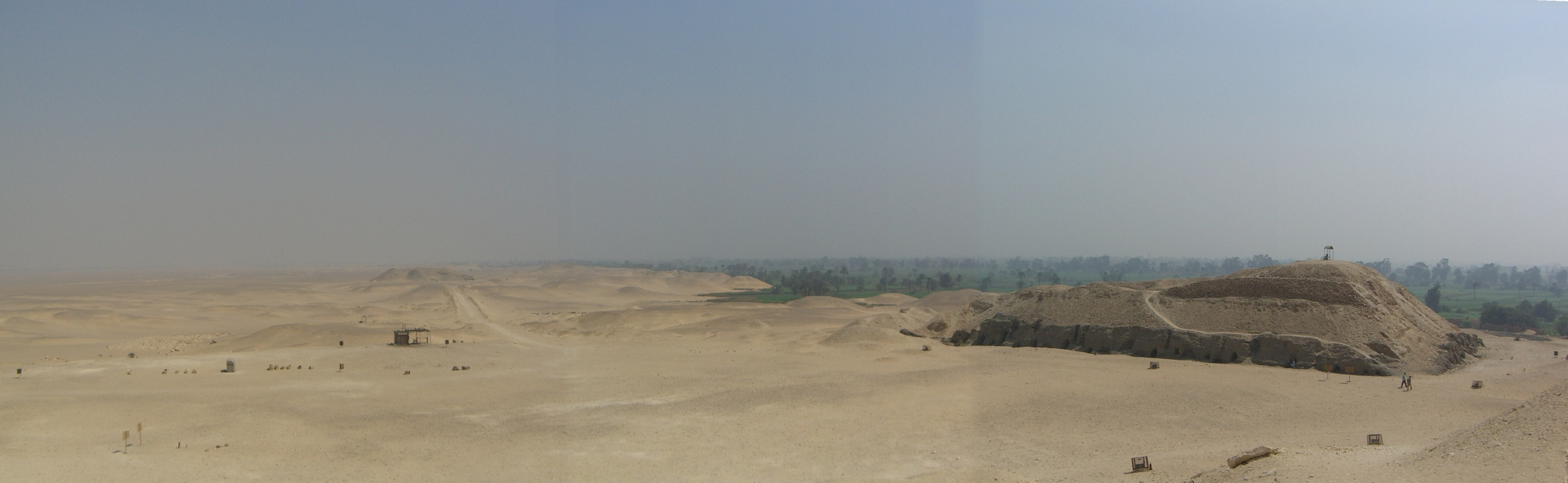
Panorama de la nécropole de Meïdoum, avec au premier plan le mastaba M17